# Glukogenní aminokyseliny

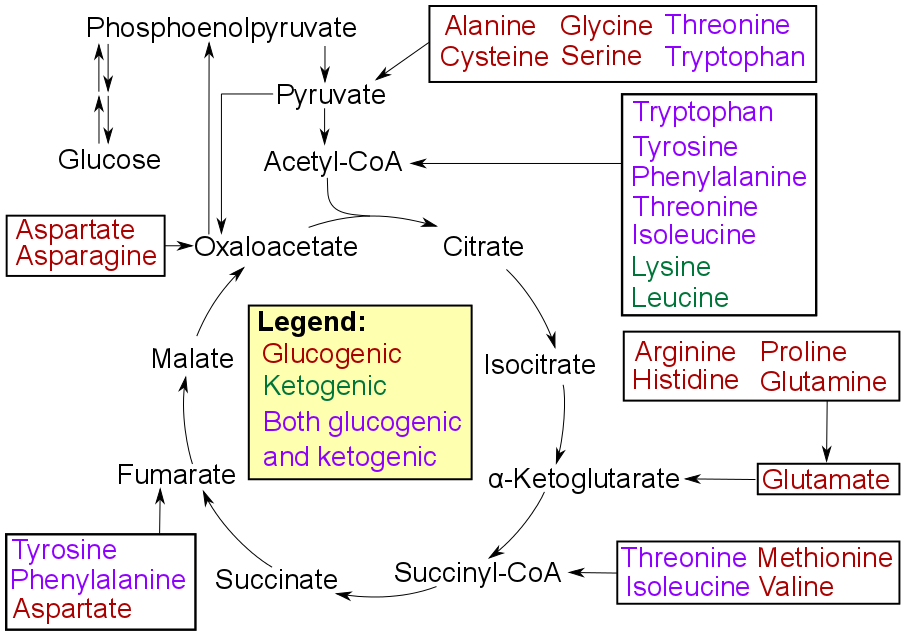
katabolismus aminokyselin

Glukogenní aminokyseliny jsou aminokyseliny, které mohou být procesem glukoneogeneze převedeny na glukózu. Ketogenní aminokyseliny jsou naopak odbourávány na ketolátky.
Produkce glukosy z glukogenních aminokyselin zahrnuje přeměnu těchto aminokyselin na oxokyseliny a následně na glukosu. Oba tyto děje se odehrávají v játrech. Tento mechanismus se uplatňuje především při nedostatečném příjmu potravy a dlouhotrvajícím hladovění.
U lidí jsou glukogenní následující aminokyseliny:
- Alanin
- Arginin
- Asparagin
- Kyselina asparagová
- Cystein
- Kyselina glutamová
- Glutamin
- Glycin
- Histidin
- Methionin
- Prolin
- Serin
- Valin

Aminokyseliny, které jsou současně glukogenní i ketogenní:
- Isoleucin
- Fenylalanin
- Threonin
- Tryptofan
- Tyrosin

Pouze leucin a lysin nejsou glukogenní (jsou pouze ketogenní).